# Tallulah (film)
Tallulah è un film del 2016 diretto da Sian Heder.
Il film, presentato al Sundance Film Festival il 23 gennaio 2016, narra la storia di una ragazza che si trova per caso ad accudire una bambina che poi sottrarrà alla madre irresponsabile, spacciandola per figlia propria.

## Trama
I giovani Nico e Tallulah vivono di espedienti in giro su un furgone per le strade degli Stati Uniti. Lei è davvero spiantata ma lui ha una casa e una madre a Manhattan e ritiene che due anni di svago possano bastare e propone a lei di mettere la testa a posto e fare insieme una famiglia. Al rifiuto categorico di lei di cambiare vita, lui la lascia, senza avvisarla né salutarla.
Tallulah decide così di dirigersi col suo furgone verso New York dove ha un primo approccio con Margo Mooney, la mamma di Nico, che non va bene. Entrata in un lussuoso hotel per arraffare qualcosa, viene scambiata per una cameriera e ingaggiata da una facoltosa quanto svampita cliente perché le tenga la piccola bambina mentre lei si incontrerà con un amante. Al ritorno la donna è completamente ubriaca e Tallulah, che vorrebbe semplicemente andarsene, non se la sente di abbandonare la bambina e la porta con sé. Quando decide di riportarla indietro vede dei poliziotti e si ritrae impaurita. La madre aveva in effetti già denunciato il sequestro di sua figlia.
La ragazza, acquistati dei pannolini e rubato un passeggino, si presenta allora dalla signora Mooney chiedendo aiuto e presentando la bambina come sua figlia, avuta dal rapporto con Nico. La tenerezza della bambina scioglie le diffidenze iniziali così la signora Mooney finisce per ospitare la ragazza e quella che crede essere sua nipote. La donna, una scrittrice esperta di questioni matrimoniali, prima dell'addio del figlio aveva subito quello più doloroso del marito, ora felicemente impegnato in una relazione omosessuale. Negandogli il divorzio continua ad occupare il sontuoso appartamento affacciato su Central Park cui altrimenti dovrebbe rinunciare.
Le bugie della ragazza durano alcuni giorni, poi prima di essere scoperta dalla signora Mooney, scappa ma viene raggiunta da Nico, tornato in autostop dal Tennessee, che la convince a lasciare la bambina in ospedale e a fuggire per evitare l'arresto. Tallulah però torna indietro per riabbracciare la bambina, quindi all'arrivo della polizia la restituisce alla madre, agli occhi di tutti non in grado di esercitare il ruolo genitoriale. Margo Mooney assicura alla ragazza tutta l'assistenza necessaria quindi, tempo dopo, dimostra di essere stata colpita positivamente dallo spirito libero e selvaggio di Tallulah.

## Produzione
Il film è uno sviluppo di un precedente cortometraggio della stessa regista e sceneggiatrice, intitolato Mother, del 2006.

## Distribuzione
Netflix ha acquisito i diritti di distribuzione del film ancora prima della sua prima al Sundance Film Festival. La distribuzione è avvenuta a partire dal 29 luglio 2016..